# Meteorologische Zeitschrift
Die Meteorologische Zeitschrift, kurz MZ, ist eine begutachtete wissenschaftliche Fachzeitschrift (Journal) für Meteorologie und Klimatologie.
Die Vorläuferzeitschrift der MZ wurde 1866 von der Österreichischen Gesellschaft für Meteorologie gegründet, die MZ 1884. Ab 1886 fand die Herausgabe gemeinsam mit der Deutschen Meteorologischen Gesellschaft statt. Nach einer Neugründung durch die meteorologischen Gesellschaften von Deutschland, Österreich und der Schweiz kam es 1992 zu einer Zusammenlegung der Zeitschriften Meteorologische Rundschau und Zeitschrift für Meteorologie. Seit dem Januar 2000 werden auch die Beiträge zur Physik der Atmosphäre (zitiert als: Contributions to Atmospheric Physics) in der Meteorologischen Zeitschrift publiziert.
Obwohl die Zeitschrift von den meteorologischen Gesellschaften der hauptsächlich deutschsprachigen Länder herausgegeben wird, sind die Artikel grundsätzlich in englischer Sprache verfasst.
Der Impact Factor der Meteorologischen Zeitschrift lag 2015 bei 1,914. Damit belegte die Zeitschrift in der Statistik des Science Citation Index Rang 39 von 84 betrachteten Journals in der Kategorie „Meteorology & Atmospheric Sciences“. Seit 2014 handelt es sich um eine Open-Access-Zeitschrift.